# Kamil Mikulčík
Kamil Mikulčík (* 18. listopadu 1977 Trnava) je slovenský zpěvák, herec, skladatel a hudebník.
Je členem vokální skupiny Fragile, známý je také účinkováním v divadle a v slovenské verzi seriálu Ordinace v růžové zahradě.
V roce 2009 spolu s Nelou Pociskovou reprezentoval Slovensko na Eurovision Song Contest 2009 v Moskvě s písní "Leť Tmou".

## Biografie
Mikulčík je studiem Ekonomické univerzity a oboru herectví na Vysoké škole múzických umění v Bratislavě. Dlouhodobě působí jako hudební skladatel, mimo jiné spolupracoval s Českým rozhlasem.

## Eurovision Song Contest 2009
Počátkem roku 2009 se Mikulčík spolu se zpěvačkou Nelou Pociskovou zúčastnil slovenského národního kola do Eurovision Song Contest 2009 s písní "Leť Tmou". Po semifinálové kvalifikaci 5. března duo o tři dny později zvítězilo ve finálové části se ziskem 25% diváckých hlasů.
14. května Mikulčík s Pociskovou vystoupili v druhém semifinále Eurovize v Moskvě, nedostali se však mezi deset nejúspěšnějších účinkujících a nepostoupili do finále. Obsadili 18. místo se ziskem 8 bodů (4 z Albánie, 2 z Ukrajiny, 1 z Irska a 1 z Ruska).

### Divadelní působení
- Radošinské naivné divadlo
- Divadlo Bolka Polívky
- Slovenské národní divadlo
- Divadlo L+S
- Túlavé divadlo
- Městské divadlo Zlín

### Filmografie
- 2003: Behind The Enemy Lines
- 2004: Povest o Čiernej paní
- 2008: Muzika
- 2008: Ordinácia v rúžovej záhrade
- 2010: Nesmrtelní

## Diskografie

### Alba
Se skupinou Fragile:
- 2007: Voice Mail
- 2009: Vianoce [2]
- 2010: Next Level
- 2011: Deťom
- 2011: Vianoce 2

### Singly
- 2009: "Leť tmou“ (& Nela Pocisková)

## Osobní život
V roce 2009 se Mikulčík oženil s herečkou Kristínou Farkašovou. O rok později se rozvedli.